# 密蘇里河大鮈鱥
大鮈鱥（学名：Macrhybopsis gelida）为輻鰭魚綱鯉形目雅羅魚科的其中一種，被IUCN列為易危保育類動物，分布于北美洲美國密蘇里河及密西西比河流域，本魚體細長且側扁，眼小，嘴角附近有一對小觸鬚，具咽齒，腹部銀白色，體側面銀色，背部呈現淺棕色，尾巴呈深叉狀，下葉比上葉顏色更深，最後一個背鰭鰭條延伸超過凹陷鰭的第一個鰭條，棲息在沙石底質的溪流，體長可達8.4公分，繁殖期約在6月，因水壩修築造成淤泥堆積，使得棲地受到破壞，導致族群數量減少。